# Danmarks ambassade i Vilnius
Danmarks ambassade i Vilnius er Danmarks diplomatiske repræsentation i Litauen. Ambassaden har til opgave at varetage danske interesser i Litauen og at styrke samarbejdet mellem de to lande.
Ambassaden blev oprettet i 1991, kort efter Litauens genoprettelse af selvstændighed fra Sovjetunionen. Ambassaden har til huse i en historisk bygning.
Ambassadens arbejde omfatter blandt andet at fremme handel og investeringer mellem Danmark og Litauen, styrke kulturelle relationer og fremme samarbejde inden for områder som energi, transport, uddannelse og forskning. Ambassaden yder også konsulær bistand til danske statsborgere, der opholder sig i Litauen.
Ambassaden i Vilnius er en del af det danske udenrigsministerium. Ambassaden har tre afdelinger, hvor den politiske afdeling varetager samarbejdet mellem Danmark og Litauen, samt indberetningsvirksomhed. Forsvarsafdelingen dækker alle de tre baltiske lande og fokuserer på samarbejde omkring forsvars- og sikkerhedspolitik. Handelsafdelingen, som er en del af det danske Eksportråd, hjælper danske virksomheder med at indtræde på det litauiske marked og styrke samarbejdet mellem danske og litauiske virksomheder.